# 1851 w muzyce
Wydarzenia muzyczne w 1851 roku.

## Wydarzenia
- 11 stycznia – w Düsseldorfie odbyła się premiera „Neujahrslied” op.144 Roberta Schumanna[1][2]
- 20 stycznia – we Frankfurcie nad Menem w Stadttheater miała miejsce premiera opery Die vornehmen Dilettanten, oder Die Opernprobe Alberta Lortzinga[1][2]
- 4 lutego – w wiedeńskiej Redoutensaal miała miejsce premiera „Maskenfest-Quadrille” op.92 Johanna Straussa (syna)[1][2]
- 6 lutego – w Düsseldorfie odbyła się premiera Symfonii nr 3 Es-dur „Reńskiej” op. 97 Roberta Schumanna[1][2]
- 10 lutego – w wiedeńskiej Sophiensaalmiała miejsce premiera „Orakel-Sprüche” op.90 Johanna Straussa (syna)[1][2]
- 17 lutego – w wiedeńskiej Sophiensaal miała miejsce premiera „Slaven-Ball-Quadrille” op.88 Johanna Straussa (syna)[1][2]
- 18 lutego – w wiedeńskim Sperl Ballroommiała miejsce premiera „Aurora-Ball-Tänze” op.87 Johanna Straussa (syna)[1][2]
- 26 lutego – w wiedeńskiej Sophiensaal miała miejsce premiera walca „Rhadamantus-Klänge” op.94 Johanna Straussa (syna)[1][2]
- 28 lutego – w Paryżu odbyła się premiera „Valérii” Jacques’a Offenbacha[1][2]

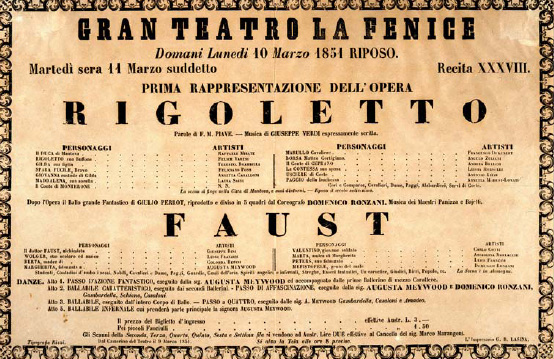
Afisz prapremiery opery Rigoletto Giuseppe Verdiego

- 11 marca – w weneckim Teatro La Fenice odbyła się prapremiera opery Rigoletto Giuseppe Verdiego[1][2]
- 13 marca – w Düsseldorfie odbyła się premiera „Nachtlied” op.108 oraz „Die Braut von Messina” Roberta Schumanna[1][2]
- 24 marca – w Sankt Petersburskim Bernadaki Hall miała miejsce premiera „Piano Trio” op.15/1 Antona Rubinsteina[1][2]
- 25 marca – w paryskiej Salle Ste.-Cécile miała miejsce premiera „La belle voyageuse” oraz „La menace des Francs” Hectora Berlioza[1][2]
- 16 kwietnia – w Operze paryskiej miała miejsce premiera opery Safona Charles’a Gounoda[1][2]
- 26 kwietnia – w Katedrze św. Szczepana w Meaux miała miejsce premiera „Messe de l’orphéon” Adolphe’a Adama, Fromentala Halévy’ego, Ambroise Thomasa i Louisa Clapissona[1][2]
- 16 maja – w paryskiej Opéra Le Peletier miała miejsce premiera opery Zerline ou la Corbeille d’oranges Daniela Aubera[1][2]
- 18 maja – w Wiedniu odbyła się premiera „Naturgenuss” D.422 Franza Schuberta[1][2]
- 22 maja – w katedrze w Winchesterze miała miejsce premiera „Ascribe to the Lord” Samuela Sebastiana Wesleya[1][2]
- 23 maja – w wiedeńskim Volksgarten miejsce premiera „Promenade-Quadrille” op.98 Johanna Straussa (syna)[1][2]
- 5 czerwca – w paryskim Théâtre Favart miała miejsce premiera opery Raymond, ou Le secret de la reine Ambroise’a Thomasa[1][2]
- 13 czerwca – w wiedeńskim Volksgarten miejsce premiera „Idyllen” op.95 Johanna Straussa (syna)[1][2]
- 14 czerwca – w wiedeńskim Sperl Ballroom miała miejsce premiera „Herrmann-Polka” op.91 Johanna Straussa (syna)[1][2]
- 3 lipca – w Londynie odbyła się premiera opery Florinda Sigismunda Thalberga[1][2]
- 7 lipca – w wiedeńskim Bierhalle Fünfhaus miała miejsce premiera „Kaiser-Jäger-Marsch” op.93 oraz „Gambrinus-Tänze” op.97 Johanna Straussa (syna)[1][2]
- 20 lipca – w Bordeaux odbyła się premiera „Jerusalem” Louisa Gottschalka[1][2]
- 6 sierpnia – w Operze paryskiej miała miejsce premiera kantaty „Les nations” Adolphe’a Adama[1][2]
- 22 sierpnia – w wiedeńskim Volksgarten miejsce premiera „Viribus unitis” op.96 Johanna Straussa (syna)[1][2]
- 27 sierpnia – w wiedeńskim Ungers Casino miała miejsce premiera „Frauenkäferln” op.99 Johanna Straussa (syna)[1][2]
- 3 października – w wiedeńskim Volksgarten miejsce premiera „Vivat!” op.103 Johanna Straussa (syna)[1][2]
- 12 października – w wiedeńskim Volksgarten miejsce premiera „Mephistos Höllenrufe” op.101 Johanna Straussa (syna)[1][2]
- 4 listopada – w Paryżu odbyła się premiera „Mademoiselle de la Seiglière” Jacques’a Offenbacha[1][2]

## Urodzili się
- 25 stycznia – Jan Blockx, belgijski kompozytor, pianista i pedagog (zm. 1912)
- 14 lutego – Walenty Dec, polski kompozytor, organista, profesor (zm. 1938)
- 15 marca – Józef Surzyński, polski historyk i teoretyk muzyki, dyrygent, kompozytor, ksiądz katolicki (zm. 1919)
- 23 marca – Wanda Bogdani, polska śpiewaczka operowa (sopran) (zm. 1888)
- 27 marca
  - Ruperto Chapí, hiszpański kompozytor, współzałożyciel Sociedad General de Autores y Editores (zm. 1909)
  - Vincent d’Indy, francuski kompozytor i teoretyk muzyki (zm. 1931)
- 2 kwietnia – Adolf Brodski, rosyjski skrzypek (zm. 1929)
- 5 maja – Antoni Małłek, polski kompozytor, dyrygent chórów polonijnych, wydawca muzyczny, nauczyciel muzyki, organista, działacz polonijny (zm. 1917)
- 6 maja – Aristide Bruant, francuski piosenkarz kabaretowy (zm. 1925)
- 17 maja
  - Victor Bendix, duński kompozytor, dyrygent i pianista (zm. 1926)
  - Aleksander Michałowski, polski pianista, kompozytor i pedagog (zm. 1938)
- 20 maja – Emil Berliner, amerykański elektrotechnik, pochodzenia niemieckiego, wynalazca gramofonu (zm. 1929)
- 23 maja – Antoni Stolpe, polski kompozytor, pianista (zm. 1872)
- 12 czerwca – Pol Plançon, francuski śpiewak operowy (bas) (zm. 1914)
- 6 sierpnia – Stanisław Ogurkowski, polski kompozytor, dyrygent i pedagog (zm. 1909)
- 23 września – Karl August Hermann, estoński językoznawca, dziennikarz i kompozytor (zm. 1909)
- 16 listopada – Minnie Hauk, amerykańska śpiewaczka operowa (sopran) (zm. 1929)
- 9 grudnia – Chuna Wolfsthal, polski kompozytor, wiolonczelista i dyrygent pochodzenia żydowskiego (zm. 1924)

## Zmarli
- 21 stycznia – Albert Lortzing, niemiecki kompozytor, śpiewak i aktor (ur. 1801)
- 24 stycznia – Gaspare Spontini, włoski kompozytor i dyrygent (ur. 1774)
- 6 marca – Aleksandr Alabjew, rosyjski kompozytor, jeden z pionierów romantyzmu w muzyce rosyjskiej (ur. 1787)
- 17 lipca – Béni Egressy, węgierski kompozytor, dramaturg, tłumacz i aktor (ur. 1814)
- 21 grudnia – Carl Friedrich Rungenhagen, niemiecki kompozytor i pedagog muzyczny (ur. 1778)